# Премия Национального совета кинокритиков США за лучший режиссёрский дебют
Премия Национального совета кинокритиков США за лучший режиссёрский дебют — престижная премия некоммерческой старейшей киноорганизации Америки — Национального совета кинокритиков, вручающаяся с 1997 года за лучший режиссёрский дебют в полнометражном художественном фильме.

## 1990-е
| Церемония   | Фото лауреата | Режиссёр        | Фильм             |
| ----------- | ------------- | --------------- | ----------------- |
| 69-я (1997) |               | Кейси Леммонс   | «Пристанище Евы»  |
| 70-я (1998) |               | не присуждалась |                   |
| 71-я (1999) |               | Кимберли Пирс   | «Парни не плачут» |

## 2000-е
| Церемония   | Фото лауреата | Режиссёр                   | Фильм                       |
| ----------- | ------------- | -------------------------- | --------------------------- |
| 72-я (2000) |               | не присуждалась            |                             |
| 73-я (2001) |               | Джон Кэмерон Митчелл       | «Хедвиг и злосчастный дюйм» |
| 74-я (2002) |               | Роб Маршалл                | «Чикаго»                    |
| 75-я (2003) |               | Вадим Валерьевич Перельман | «Дом из песка и тумана»     |
| 76-я (2004) |               | Зак Брафф                  | «Страна садов»              |
| 77-я (2005) |               | Джулиан Феллоуз            | «Разная ложь»               |
| 78-я (2006) |               | Джейсон Райтман            | «Здесь курят»               |
| 79-я (2007) |               | Бен Аффлек                 | «Прощай, детка, прощай»     |
| 80-я (2008) |               | Кортни Хант                | «Замёрзшая река»            |
| 81-я (2009) |               | не присуждалась            |                             |

## 2010-е
| Церемония   | Фото лауреата | Режиссёр                          | Фильм                |
| ----------- | ------------- | --------------------------------- | -------------------- |
| 82-я (2010) |               | Тим Хетерингтон и Себастьян Юнгер | «Рестрепо»           |
| 83-я (2011) |               | Джей Си Чендор                    | «Предел риска»       |
| 84-я (2012) |               | Бен Зайтлин                       | «Звери дикого Юга»   |
| 85-я (2013) |               | Райан Куглер                      | «Станция «Фрутвейл»» |
| 86-я (2014) |               | Джиллиан Робеспьер                | «Свой ребёнок»       |
| 87-я (2015) |               | Йонас Карпиньяно                  | «Средиземноморье»    |
| 88-я (2016) |               | Трей Эдвард Шульц                 | «Криша»              |
| 89-я (2017) |               | Джордан Пил                       | «Прочь»              |
| 90-я (2018) |               | Бо Бернем                         | «Восьмой класс»      |
| 91-я (2019) |               | Мелина Мацукас                    | «Квин и Слим»        |

## 2020-е
| Церемония   | Фото лауреата | Режиссёр             | Фильм          |
| ----------- | ------------- | -------------------- | -------------- |
| 92-я (2020) |               | Чаннинг Годфри Пиплз | «Мисс Свобода» |